# Ceratosolen nigriscapus
Ceratosolen nigriscapus is een vliesvleugelig insect uit de familie vijgenwespen (Agaonidae). De wetenschappelijke naam is voor het eerst geldig gepubliceerd in 1925 door Girault.